# Fundățica
Fundățica – wieś w Rumunii, w okręgu Braszów, w gminie Fundata. W 2011 roku liczyła 112 mieszkańców.